# Joachim Perez du Gief
Joachim Perez est un homme politique français né le 30 avril 1759 à Auch (Gers) et mort le 15 aout 1822 à Mirande,.

## Biographie
Avocat à Mirande, il est élu député du tiers état pour la sénéchaussée d'Auch en 1789. Maire d'Auch et haut-juré en 1791, il est élu suppléant à la Convention et est appelé à siéger le 5 floréal an III (24 avril 1795). Le 22 vendémiaire en IV (14 octobre 1795), il passe au Conseil des Cinq-Cents qu'il quitte en 1798. Sous le Premier Empire, il est conseiller de préfecture.
Maire d'Auch entre 1791 et 1793, il est soupçonné de fédéralisme et emprisonné à Lectoure par les représentants en mission Dartigoeyte et Monestier (du Puy-de-Dôme). Il les dénonce au Comité de législation durant la réaction causant leur arrestation au printemps de l'an III,.